# Josiah Latimer Clark
Josiah Latimer Clark (Marlow, 10 marzo 1822 – Londra, 30 ottobre 1898) è stato un ingegnere britannico.

## Biografia
Latimer Clark nacque a Marlow (Buckinghamshire) e fu il fratello minore di Edwin Clark (1814-1894), ingegnere specializzato in idraulica. Latimer Clark studiò inizialmente chimica, e il suo primo impegno di lavoro tecnico fu nel settore della produzione chimica in un grande stabilimento di Dublino. Nel 1848, tuttavia, Clark iniziò a far pratica di ingegneria civile con il fratello maggiore e divenne ingegnere assistente al ponte Britannia sullo stretto di Menai. Due anni dopo, quando suo fratello fu nominato ingegnere della Electric Telegraph Company, fu nuovamente suo assistente, e in seguito gli succedette come ingegnere capo. Nel 1854 prese un brevetto "per il trasporto di lettere o pacchi da un luogo all'altro usando la pressione dell'aria e del vuoto", e quindi si occupò di posta pneumatica nella London Pneumatic Despatch Company che costruì un tubo tra l'ufficio postale generale e la stazione di London Euston.

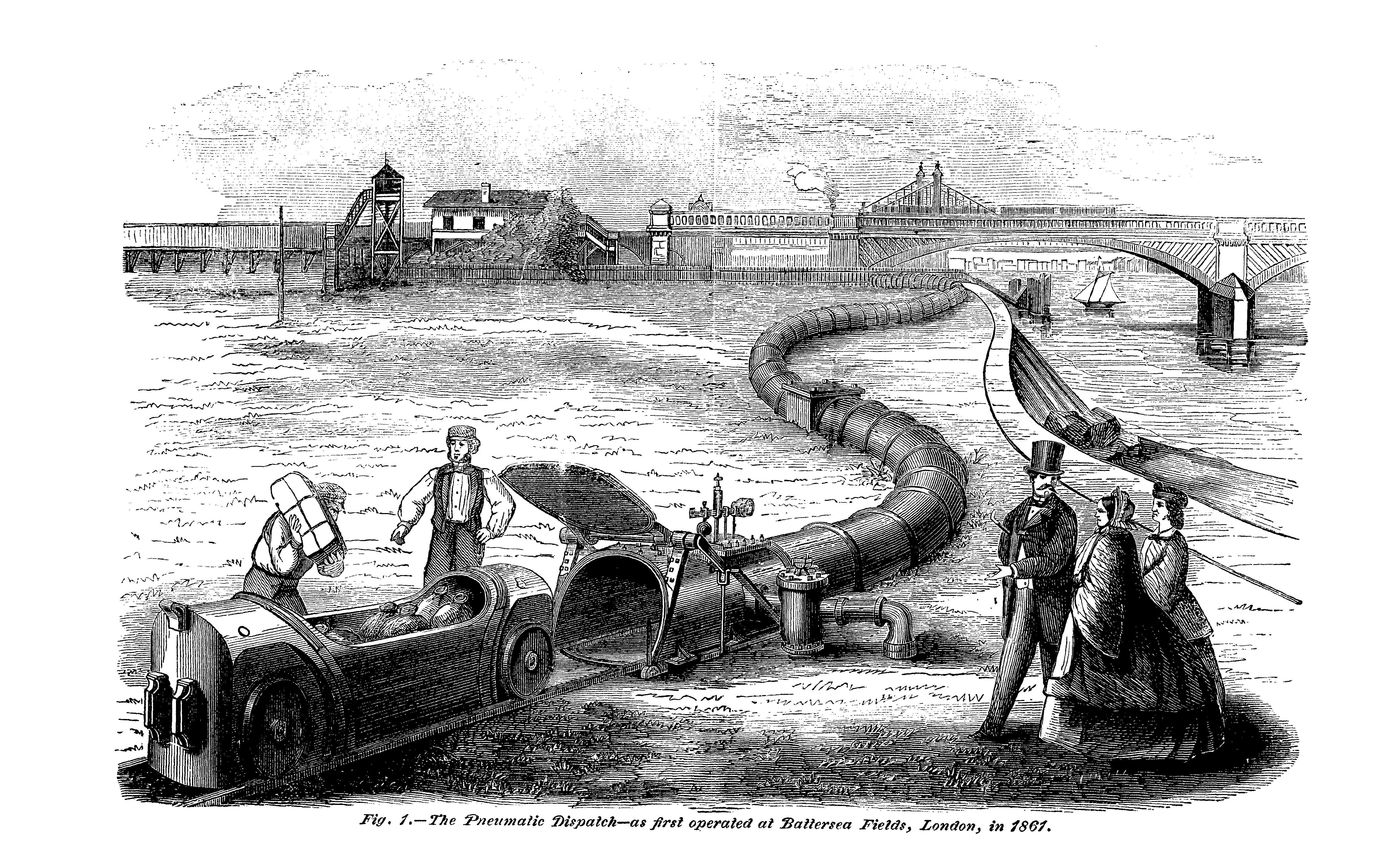
Test della posta pneumatica a Battersea, 1861

Circa nello stesso periodo iniziò a fare ricerche sperimentali sulla propagazione della corrente elettrica in cavi sottomarini. Su questo argomento pubblicò un opuscolo nel 1855, e nel 1859 fu membro del comitato nominato dal governo per esaminare i numerosi insuccessi di imprese che costruivano cavi sottomarini.

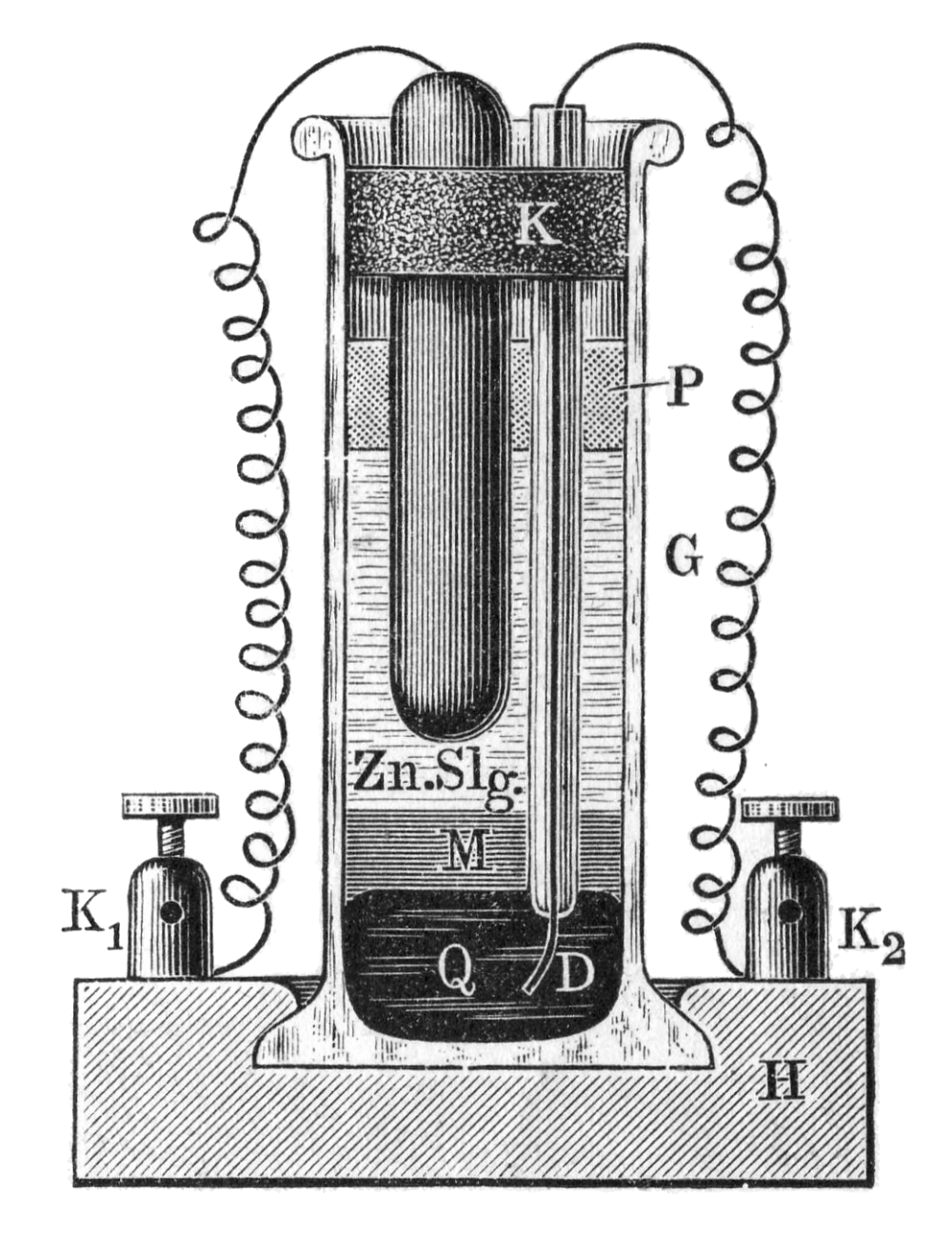
Cella Clark

Latimer Clark prestò molta attenzione al tema delle misure elettriche, e apportò diversi miglioramenti alle procedure e alle apparecchiature. Inventò la cella Clark, utilizzata come cella di riferimento per misurare la forza elettromotrice, ed ebbe un ruolo di primo piano nella sistematizzazione degli standard elettrici, iniziando dal documento che lui e sir Charles Tilston Bright lessero sull'argomento alla British Association (Associazione britannica per l'avanzamento della scienza) nel 1861. Insieme a Bright migliorò la coibentazione dei cavi sottomarini. Nell'ultima parte della sua vita fu membro di varie aziende che si occupavano di posa di cavi sottomarini, di produzione di elettrodomestici, e di ingegneria idraulica.
Clark sposò Margaret Helen Preece (sorella di sir William Preece) nel 1854. Ebbero due figli e divorziarono nel 1861.

## Opere
Oltre ad articoli professionali e libri nel campo delle misure elettriche, Clark si interessò anche di astronomia. 
- L. Clark, An elementary treatise on electrical measurement, Londra, E. & F. N. Spon, 1868,  p. 175.
- L. Clark, R. Sabine, Electrical tables and formulæ, for the use of telegraph inspectors and operators, Londra, E. & F. N. Spon, 1871.
- L. Clark, A treatise on the transit instrument, Londra, L. Clark, 1882,  p. 72.
- L. Clark, H. Sadler, The star-guide, Londra, Macmillan, 1886,  p. 48.
- J. L. Clark, A dictionary of metric and other useful measures, Londra, E. & F. N. Spon, 1891,  p. 113.